# Carlos Pedro Silva Morais
Carlos Pedro Silva Morais (Praia, Cabo Verde, 21 de marzo de 1976), más conocido como Caló, es un futbolista caboverdiano ya retirado. Jugó de delantero, debutó en el Académica da Praia, y pasó mucho tiempo jugando en equipos de la liga catarí. Al final de su carrera volvió a jugar en algunos equipos de su país natal. Hoy en día juega en el campeonato de veteranos de Cabo Verde,
Fue jugador de la selección de fútbol de Cabo Verde de la que sigue siendo el máximo goleador.